# Hemerobius nigricornis
Hemerobius nigricornis là một loài côn trùng trong họ Hemerobiidae thuộc bộ Neuroptera. Loài này được Nakahara miêu tả năm 1915.